# Skodje

Wappen von Skodje

Skodje ist ein Ort und eine ehemalige Kommune im norwegischen Provinz (Fylke) Møre og Romsdal. Das Verwaltungszentrum der Kommune war Skodje. Im Zuge der Kommunalreform in Norwegen wurden Skodje, Haram, Sandøy und Ørskog zum 1. Januar 2020 mit Ålesund, der größten Stadt von Møre og Romsdal, zusammengelegt.

## Name
Seit dem Bau der ersten Kirche trägt die Ortschaft den Namen einer Farm mit dem Namen Skodje (Altnorwegisch: Sköðvin).
Die Bedeutung der ersten Silbe Sköð des Namens ist nicht bekannt, die zweite Silbe vin bedeutet so viel wie „Wiese“, „Weide“ oder „Grasland“.
Bis in das Jahr 1879 schrieb sich der Ortsname noch Skoue.

## Geographie
Die Kommune Skodje mit ihren bis zu 576 Metern hohen Felsen dehnte sich von Nord bis Süd über dem Storfjord um 14,9 Kilometer (nur Land 13,7 km) und in Ost bis West um 22,2 Kilometer aus. Auf einer Fläche von 120 km² lebten 4764 Einwohner (Stand: 1. Januar 2019). Die Bevölkerungsdichte betrug 40 Einwohner pro Quadratkilometer. Die Kommunennummer war 1529. Letzter Bürgermeister war Modolf Hareide (Sp).
Die Nachbarkommunen von Skodje waren Ålesund, Haram, Ørskog, Sykkylven und Vestnes.

### Seen
Engsetdalsvatnet und Brusdalsvatnet sind die beiden größeren Seen, die größtenteils im Gebiet der Gemeinde Skodje lagen.
Der Engsetdalsvatnet ist etwa 4,36 km² groß und liegt mit seinem Wasserspiegel 46 m über dem Meeresspiegel. Sein Ufer erstreckt sich über eine Gesamtlänge von 21,57 km. Wie die Mehrzahl geomorphologischer Formen in Norwegen, geht seine Entstehung wohl im Wesentlichen auf die letzte Eiszeit zurück. Mit 7,48 km² ist der Brusdalsvatnet etwas größer.

## Demographie
Die Einwohnerzahl der Kommune Skodje entwickelte sich seit dem 18. Jahrhundert, wie in nachfolgender Tabelle dargestellt:
| Jahr      | 1769 | 1801 | 1815 | 1825 | 1835 | 1845 | 1855 | 1865 | 1875 | 1890 | 1900 |
| Einwohner | 976  | 1050 | 1028 | 1121 | 1237 | 1286 | 1415 | 1611 | 1773 | 1884 | 1925 |
| Jahr      | 1910 | 1920 | 1930 | 1946 | 1950 | 1960 | 1970 | 1980 | 1990 | 2001 | 2006 |
| Einwohner | 1924 | 1969 | 1977 | 2182 | 2168 | 2301 | 2445 | 2925 | 3347 | 3562 | 3638 |

Der allochthone Bevölkerungsanteil betrug 2007 unter fünf Prozent.

## Persönlichkeiten
- Parfait Bizoza (* 1999), burundischer Fußballspieler